# 264 км (зупинний пункт)
264 км — пасажирський зупинний пункт Шевченківської дирекції Одеської залізниці на електрифікованій у 1962 році лінії Імені Тараса Шевченка — Чорноліська між зупинними пунктами Соснівка (2 км) та 267 км (4 км). Розташований у Кропивницькому районі Кіровоградської області.

## Пасажирське сполучення
На зупинному пункті Платформа 264 км зупиняються приміські електропоїзди до станцій Знам'янка-Пасажирська, Імені Тараса Шевченка, Миронівка та  Цвіткове.